# Helmut Müller (Verwaltungsbeamter)
Helmut Müller (* 6. Juni 1937 in Berlin) ist ein ehemaliger deutscher Verwaltungsbeamter, der insbesondere in der Versicherungsaufsicht tätig war. Zwischen Januar 1998 und Mai 2002 leitete er als letzter Präsident das Bundesaufsichtsamt für das Versicherungswesen, das anschließend in der Bundesanstalt für Finanzdienstleistungsaufsicht aufging.

## Werdegang
Müller trat nach Abschluss seines zweiten juristischen Staatsexamens im April 1967 in das Bundesaufsichtsamt für das Versicherungswesen ein. Nachdem er das Auslandsreferat und diverse Abteilungen geleitet hatte, wurde er 1990 Vizepräsident unter Knut Hohlfeld, den er zum Jahreswechsel 1997/98 als Leiter der Bundesbehörde beerbte. Viele Jahre vertrat er die Versicherungsaufsicht in internationalen Gremien, wie der EU-Aufsichtsbehördenkonferenz, dem Europäischen Versicherungsausschuss, der International Association of Insurance Supervisors und dem Joint Forum on Financial Conglomerates. Dabei setzte er einerseits Impulse im Zusammenhang mit der Konsistenz der europaweiten Versicherungsaufsicht, auf die später Solvency II bzw. die damit zusammenhängenden Institutionen des Ausschusses der Europäischen Aufsichtsbehörden für das Versicherungswesen und die betriebliche Altersversorgung und die Europäische Aufsichtsbehörde für das Versicherungswesen und die betriebliche Altersversorgung fußten, sowie beim Aufbau einer funktionierenden Versicherungsaufsicht in den mittel- und osteuropäischen Ländern sowie in den Entwicklungsländern Asiens. Als das Bundesaufsichtsamt für das Versicherungswesen im Mai 2002 in der Bundesanstalt für Finanzdienstleistungsaufsicht aufging war eine von Müllers letzten Tätigkeiten vor dem altersbedingten Ausscheiden die Eingliederung der Versicherungsaufsicht in die neue Behörde.
Später war Müller bis 2010 noch als PKV-Ombudsmann tätig, ehe Klaus Theo Schröder die Tätigkeit übernahm. Nach dessen überraschenden Tod im Februar 2012 übernahm er kommissarisch erneut die Rolle, die er mit Ablauf des folgenden Jahres an Heinz Lanfermann übergab.
| Personendaten    | Personendaten                |
| ---------------- | ---------------------------- |
| NAME             | Müller, Helmut               |
| KURZBESCHREIBUNG | deutscher Verwaltungsbeamter |
| GEBURTSDATUM     | 6. Juni 1937                 |
| GEBURTSORT       | Berlin                       |